# Шумовський Теодор Адамович
Теодор Адамович Шумовський (2 лютого 1913, Житомир — 28 лютого 2012, Санкт-Петербург) — російський і радянський лінгвіст, сходознавець, арабіст, кандидат філологічних і доктор історичних наук. Автор першого поетичного перекладу Корану на російську мову, найстаріший в'язень петербурзької в'язниці «Хрести», ув'язнений у одній справі з Левом Гумільовим.

## Біографія

### Родина
Т.Шумовський народився в польській родині в Житомирі Волинської губернії 2 лютого 1913 року. Мати Шумовського, Амалія Хомівна Камінська (1884—1933), була піаністкою. Батько, Адам Вікентійович Шумовський (1873—1928), був банківським службовцем. Старший брат — Станіслав Антонович (Адамович) Шумовський (1902—1984), став одним з основоположників радянського літакобудування. Значне місце в біографії вченого зайняв другий за старшинством брат Йосип.
Дитинство і юність провів у Шамахи (Азербайджан), стародавній столиці Ширванського царства, куди його сім'я переїхала в роки Першої світової війни. Прогулянки по навколишнім мечетях та мусульманських кладовищах, де було багато написів арабською в'яззю (в той час замість кирилиці тюркомовні народи використовували арабську абетку), пробудили в нього інтерес до арабістики.
Закінчив Гірничий інститут у Москві. 
Потім трудову діяльність розпочав забійником на шахті «Ірміне 4/2 біс» на Донбасі. У той час на сусідній шахті «Центральна-Ірміне» працював Олексій Стаханов. Будучи шахтарем, він не переставав мріяти про арабістику. Написавши лист академіку Миколі Яковичу Маррі, дізнався про Історико-лінгвістичний інститут (ЛІЛІ, потім ЛІФЛІ) в Ленінграді (попередник Східного факультету Ленінградського Університету). У 1932 році став його студентом.

### Студентські роки в Ленінградському університеті
На Східному факультеті Т.Шумовський спеціалізувався з арабської філології та історії Близького Сходу. Його наставниками були член-кореспондент АН СРСР Н. В. Юшманов, академік В. В. Струве і глава радянської арабістики академік В. Ю. Крачковський, який і познайомив його з рукописами Ахмада ібн Маджида, арабського лоцмана Васко да Гами, дослідження яких стало справою життя Т.Шумовського.
Ще студентом п'ятого курсу (1938 рік) він почав роботу над перекладом «Трьох невідомих лоцій» Ахмада ібн Маджида, проте зміг продовжити свої дослідження лише в 1948 році (між першим та другим ув'язненнями). Але остаточно завершив він їх тільки в 1956 році — після остаточного звільнення з Гутабу.

### ГУТаб та заслання

#### Перше ув'язнення  (1938—1946)
Теодор Шумовський проходив по одній справі з Левом Гумільовим і Миколою Ереховічем. Цим трьом студентам Ленінградського університету приписували керівництво молодіжним крилом міфічної партії прогресистів і ставилася в провину різноманітна антирадянська діяльність.
Після втручання адвокатів, найнятих Анною Ахматовою, матір'ю Льва Гумільова, і Врієнною Єрехович, сестрою Миколи Єреховича, перший вирок був скасований. Незважаючи на це, всі троє підсудних були відправлені в табори для відбування покарання. Т.Шумовський та Л.Гумільов були спочатку заслані у Воркуту, а потім, після повторного слідства, у різні табори. Микола Єрехович був відправлений на Колиму, де і загинув в 1946 році.
Безпосередньою причиною ув'язнення Т. Шумовського міг стати його публічний виступ на захист свого вчителя — академіка В. Ю. Крачковського (1883—1951). Т.Шумовський відкрито висловив своє негативне ставлення до статті Климовича, в якій той звинувачував академіка у «низькопоклонстві перед Заходом». За спогадами Т.Шумовського, йому також були надані письмові свідчення згодом відомого вченого-ассиріолога і семітолога В. М. Дьяконова, який описував Т.Шумовського як «божевільного». У провину Т.Шумовскому ставилося також те, що він приховав своє польське походження.
Під час свого ув'язнення Т.Шумовський брав участь у створенні тюремного університету в пересильній в'язниці (знаходилась за Олександро-Невською лаврою в Санкт-Петербурзі) під керівництвом академіка-ґрунтознавця Б. Б. Полинова, також ув'язненого.
У в'язницях і таборах Т. А. Шумовський, паралельно з працею ув'язненого, інтенсивно продовжував свою творчу діяльність через написання та переклади віршів (по пам'яті), а також вивчення мов у представників різних національностей. Ці заняття доповнили класичну сходознавчу освіту, отриману Т.Шумовським в університеті. В комплексі, всі вони заклали основи його поглядів, як на історичні процеси, так і на мовознавство. Як відомо, вони відрізняються від загальноприйнятих у традиційній науці.
Незважаючи на закінчення терміну в 1944 році, Т. А. Шумовський був залишений в таборі до кінця війни.

#### Заслання вБоровичах(1946—1948рр.)
Т.Шумовський був випущений з табору на поселення у період з 1946 по 1948 рік. У цей час він працював у Новгородському інституті удосконалення вчителів. Також він зміг паралельно закінчити Ленінградський університет і захистити кандидатську дисертацію на тему «Три невідомі лоції Ахмада ібн Маджида».

#### Друге ув'язнення (1948—1956рр.)
Друге ув'язнення Т.Шумовський провів в Озерлазі (Красноярський край). В'язні Озерлагу були зобов'язані мати номери. Шумовський мав номер А-499.
У 1948 році Т.Шумовський звернувся з листом до Верховної Ради СРСР з проханням надати можливість закінчити роботу над арабськими лоціями і тим самим «розвинути нову область у радянському сходознавстві» в обмін на довічне ув'язнення. Звернення було залишено без відповіді. На початку 1950-х рр., зневірившись, що його коли-небудь випустять, Т.Шумовський почав вивчати медицину — з тим, щоб стати фельдшером і працювати у віддалених селах. У 1956 році він був звільнений.
Т.Шумовський отримав повну реабілітацію за своїми обома висновками у 1963 році, написавши 110 заяв у різні судові інстанції.

### Робота в системі Академії наук (1956—1979)
Завдяки особистій підтримці академіка І. А. Орбелі і Н. В. Пігулевської Шумовський зміг поступити на роботу в Ленінградське відділення Інституту сходознавства АН СРСР. Академічна діяльність Т.Шумовського в інституті почалася з видання «Трьох невідомих лоцій», які згодом були переведені на португальську та на арабську мови.
У 1965 році Т.Шумовський захистив докторську дисертацію по темі «Арабська морська енциклопедія XV століття», засновану на дослідженні та перекладі найважливішою роботи Ахмада ібн Маджида «Книга користі про засади і правила морської науки». Ця робота викликала великі наукові суперечки, які ускладнили положення Т.Шумовського в Академії наук. Інші значні ускладнення сталися в результаті публікації книг «Біля моря арабістики» (1975) та «Спогади арабіста» (1978), в яких Т.Шумовський представив альтернативний погляд на розвиток арабістики в СРСР.

### Останні тридцять три роки (1979—2012)
Т.Шумовський продовжив наукову і літературну діяльність і після звільнення з інституту. Він довів до кінця свої роботи, присвячені арабському мореплаванню: підготував і опублікував критичне видання «Арабської морської енциклопедії» (1984—1985 рр.), а також науково-популярні книги «Слідами Синдбада-мореплавця. Океанська Аравія» (1986) і «Останній „лев арабських морів“» (1999). Він також сформулював свої погляди на лінгвістичний процес у «Ороксології» (2002).
Його найбільш значущою роботою цього періоду став перший в Росії поетичний переклад Корану (7 видань у період 1992—2011 рр ..)
В останні роки Теодор Шумовський працював над антологією своїх віршованих перекладів.

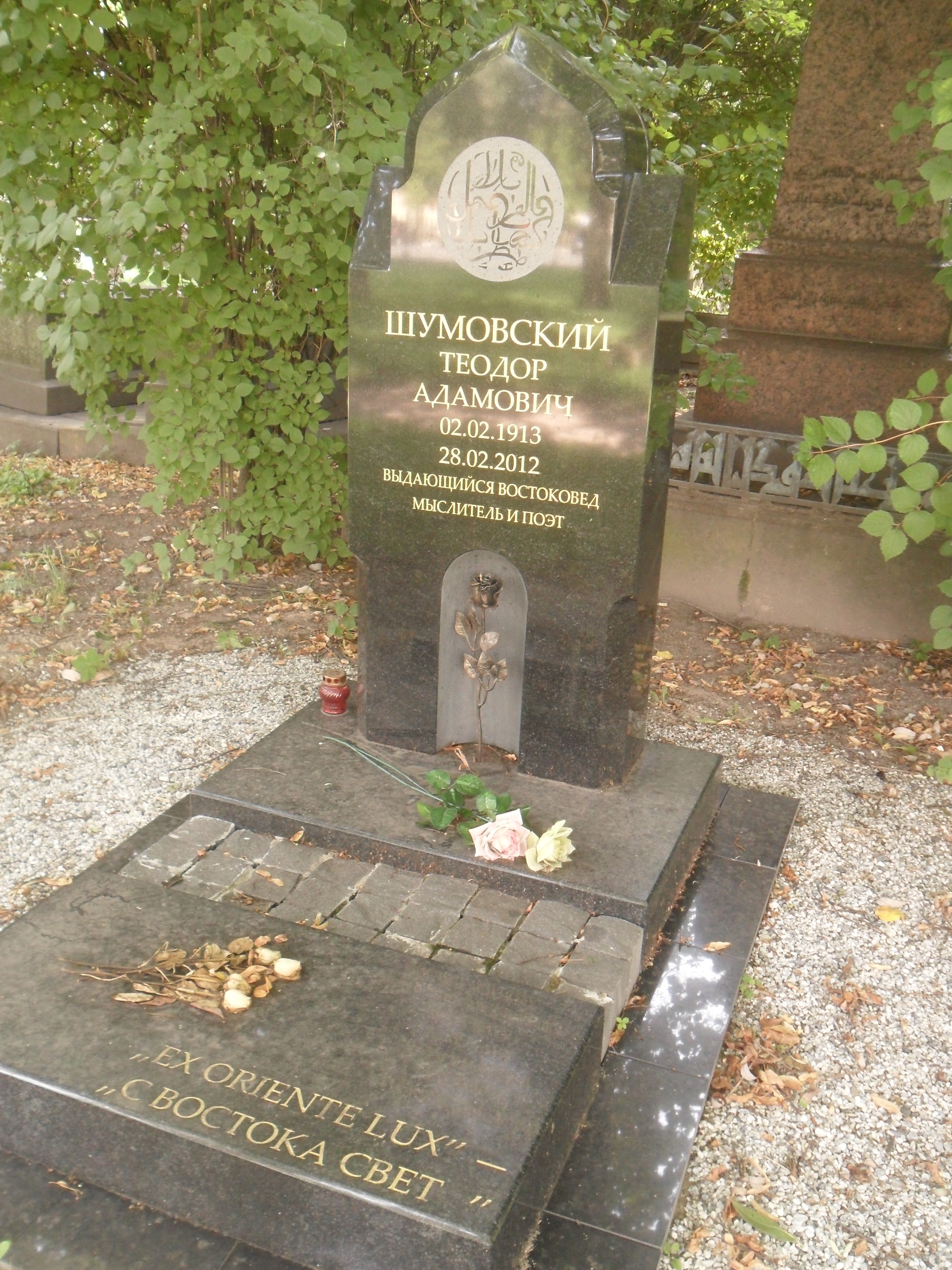
Могила Т.Шумовського на Літераторських містках в Санкт-Петербурзі

Помер він у Петербурзі 28 лютого 2012 року на 100-му році життя. Похований на Літераторських містках Волковського кладовища, поруч зі своїм учителем академіком Ігнатієм Крачковським.

## Наукові дослідження і погляди

### Відновлення історичної ролі арабів як великої морської нації Середньовіччя
Спочатку в історичній науці арабів вважали виключно або переважно сухопутним народом. «Арабська морська енциклопедія» продемонструвала розвинену арабську морську культуру, яка стояла біля колиски європейської навігації і була знищена європейськими завойовниками Сходу в XVI столітті.

### Ороксологія: східно-західна філологія
Поняття і логіка сучасного мовознавства сформувалися на Заході, в першу чергу на основі вивчення індоєвропейських мов. І в цьому сенсі воно є європоцентричним. Т.Шумовський висунув якісно нові уявлення про історичний розвиток мов, їхні зв'язки і взаємовпливи, які дозволили йому по-новому поглянути на історичні зв'язки між Заходом і Сходом. У своїх роботах Т.Шумовський піддав сумніву сформовані уявлення про мовні сім'ї. Він також здійснив власні міжмовні реконструкції, ввівши в науковий обіг альтернативні «звукові закони».

### Головна роль філології в історичному аналізі
Для Т.Шумовського філологія є першим і основним джерелом відновлення історичної істини, особливо в галузі етногенезу. З його точки зору, рукописи, інші історичні документи надзвичайно суб'єктивні, схильні до інтерпретації тих, хто їх пише. Дані мови, навпаки, не можна фальсифікувати. Таким чином, дослідження взаємовпливу мов більше говорить про походження народів, ніж історичні літописи. У поглядах Т.Шумовського простежується вплив академіка Миколи Марра, швидше філософське, ніж фактичне. Так, Т.Шумовський, як і М.Марр, вважає мову основою мислення, основою історії, основою розуміння історії, і в цьому він протистоїть Льву Гумільову, який виносив свої основоположні поняття, такі як «етнос», за межу категорій мови.

### Корені російської мови і походження Росії
У своїх дослідженнях щодо етногенезу Т.Шумовський поставив собі завдання поглянути на Захід через очі Сходу, поставивши під сумнів традиційні європоцентриські трактування, в першу чергу, щодо історії Російської імперії. Чим є Росія? Заходом чи Сходом? Широко відомі історичні джерела з історії Росії, але Т.Шумовського в першу чергу цікавили дані російської мови як «безпристрасного свідка і учасника історії». Т.Шумовський стверджував, що Росія — це найбільша у світі і найбагатосторінша область взаємодії Сходу та Заходу.

З точки зору Т.Шумовського, багато слів російської мови, які традиційно вважаються суто російськими, мають якщо не виключно, то переважно тюркське, перське, арабське, вірменське і, навіть, хетське походження:
«Для російської мови найбільш ранніми словотворними пластами є два східних: тюркський та іранський. Традиційне мовознавство розглядає тюркський вплив як явище, в значній мірі, пізніше — в момент татаро-монгольського ярма, а іранське — як виключно раннє, що відноситься до індоєвропейського прародича — „субстрату“, як й інші європейські мови. Однак аналіз словника російської мови призводить до протилежних висновків.
Вплив першого — тюркського — не слід цілком відносити до часу татарської навали, тоді воно могло мати місце лише у виняткових випадках, бо постійному запозиченню заважало релігійне протистояння; на противагу цьому духовне становище дохристиянської Русі-України відкривало широкий простір для тюрко-російської спілкування. Що стосується іранського пласта, то саме його вплив на російську мову (іноді через посередництво вірменської та тюркських мов) і є те, що прийнято позначати розпливчастим і неточним терміном „індоєвропейський“ мало місце значно пізніше, ніж прийнято вважати».

Виходячи з даних порівняльно-філологічного аналізу, Т.Шумовський приходить до висновку про «східне» походження Росії. Він пише: 
«…Руси представляли собою іранське землеробське плем'я, яке розташовувалося поруч з тюркськими та фінськими племенами на окремих ділянках простору між Балтійським морем на заході та Уральським хребтом на сході, Ладозьким та Онезьким озерами, на півночі і Азовським морем на півдні. За складом мов цей простір слід вважати Західною Азією, що продовжується на північ до Білого моря, а на південь до Аденської затоки Індійського океану, природно включаючи Малу Азію до Босфору».

Т.Шумовський також підсумовував: 
«Росія в основі своїй є органічною частиною „східного“ світу, яка тим не менш сприйняла західну цивілізацію. У цьому полягає основна дилема її розвитку, а в об'єднанні Сходу та Заходу − її історична місія».

### Етногенез: порівняння поглядів Т.Шумовського і Л.Гумільова
Будучи друзями з університетської лави і згодом содельщиками в ГУТабі, Т.Шумовський та Лев Гумільов не поділяли спільних наукових поглядів. Якщо для Т.Шумовського мова первинна та абсолютна, то для Л.Гумільова первинні історичні літописи. Отже, Т.Шумовський — це в першу чергу філолог, а Л.Гумільов — історик. Це пояснює суть їх розбіжностей.
Парадоксально, що Т.Шумовський і Л.Гумільов прийшли до аналогічних висновків у галузі етногенезу Росії, незважаючи на те, що їх відправні точки, їх методи аналізу, були діаметрально протилежні.
При відсутності строгої наукової критики і Л.Гумільов, і Т.Шумовський піддавалися систематичному цькуванню з боку академічних кіл, особливо у 1970-1980-ті роки, і обидва страждали від відсутності повноцінного наукового діалогу. Обидва вони, хоч і були оточені послідовниками, працювали в ізоляції. В цьому була їхня трагедія — як і в багатьох інших представників радянської науки.

### Підхід до перекладу
У передмовах до своїх перекладів Т.Шумовський підкреслює, що «буквальний переклад не є точним перекладом», відстоюючи постулат про художність перекладу, як про необхідну умову його адекватності. Він вважає, що: 
«побічним ефектом формалізації в сучасній науці стало прагнення до точності перекладу, в сенсі його буквалізму. Багато сучасних вчених щиро вважають, що чим більше „точно“ вони переведуть певне слово або граматичну конструкцію, тим більш адекватним буде наше розуміння… Підстановка слів за словником ігнорує відносність, з якою ми неминуче стикаємося в перекладі. Єдино можливий підхід повинен ґрунтуватися на перекладі змісту, а не історично обумовленої форми, що створює лише ілюзію точності. Це не означає, що перекладач може нескінченно відходити від граматики тексту. Детальний критичний аналіз — основа перекладу. Але вчений-перекладач не повинен видавати граматику за зміст. Адекватний переклад завжди є художнім перекладом, результатом логічних побудов і художнього натхнення. Сам по собі науковий аналіз руйнує цілісність вихідного матеріалу… перекладний твір не зводиться до автоматичної суми граматичних форм та історичних фактів».

### Поетичний переклад Корану
До Т.Шумовського в СРСР були визнані два переклади Корану — Р. С. Саблукова (викладача Саратовської Духовної Академії, учителя Миколи Чернишевського) та академіка Ігнатія Крачковського, засновника радянської школи арабістики. Обидва переклади були прозові. Т.Шумовський був учнем І.Крачковського та багато в чому спирався на його підхід до наукової інтерпретації тексту. Разом з тим, Т.Шумовський вказує на значну кількість невірних переказів і неточностей редакторського характеру у виданні перекладу І.Крачковського: видання було здійснене після смерті академіка і не було підготовлено до друку.
Особливість перекладу Т.Шумовського в тому, що він поєднує в собі науковий аналіз тексту, відповідно до класичної сходознавчої традиції, але разом з тим зберігає прийняті в мусульманському середовищі традиційні трактування. Крім того, переклад Т.Шумовського виконаний у поетичній формі, так як, на його думку, саме віршований переклад найбільш адекватно передає арабський оригінал, представлений у вигляді римованої прози. Переклад Т.Шумовського витримав сім видань (1992—2011 рр.).
У 2009 році видавництвом «Покидышевъ і сини» була випущена перша аудіоверсія поетичного перекладу Корану, яка отримала благословення Голови Ради Муфтіїв Росії Муфтій Шейха Равіля Гайнутдіна. Для цього запису поетичний переклад Корану читав артист Олександр Клюквін; також кілька сур в аудіокнизі прочитані самим Т. А. Шумовський.

## Праці
Переклади:
- Три неизвестные [стихотворные] лоции Ахмада ибн Маджида, арабского лоцмана Васко да Гамы, в уникальной рукописи Института востоковедения АН СССР / Т. А. Шумовский; Предисловие Д. А. Ольдерогге; Отв. ред. И. А. Орбели. — М.-Л.: Издательство Академии наук СССР, 1957. — 200 с. — 3 000 экз. (То же. Тезисы дисс. … к.филол.н. Л., 1948)
- Ахмад ибн Маджид. Книга польз об основах и правилах морской науки: Арабская морская энциклопедия XV в. / Пер. Т. А. Шумовского.
  - Т. 1. Исследование, перевод, комментарий и указатели. 1985. 592 с. 3000 экз.
  - Т. 2. Критический текст, комментарий и указатели. 1984. 266 с.
- Сулаймāн ал-Махри. Махрийская опора для точного определения [основ] морских наук. / Пер. с араб. и комментарии Т. А. Шумовского. М.: Издательство Марджани. 2011. 348 стр.
- Коран: Священная книга мусульман. / Пер. с араб. Т. А. Шумовского. М., Терра. 1995. 528 стр. 2-е изд. Священный Коран: Страницы вечных мыслей. М.-СПб, Диля. 2001. 3-е изд. М., АСТ. 2004. 532 стр.
- Священный Коран: Аудиокнига / М.: Издательство «Покидышевъ и сыновья», 2009.

Дисертації та книги:
- Арабы и море. Автореф. дисс. … д.филол.н. Л., ИВ. 1957.
- Арабы и море. Предыстория деятельности Ахмада Ибн Маджида, лоцмана Васко да Гамы. Автореф. дисс. … д.и.н. Л., 1967.
- Арабы и море: По страницам рукописей и книг / Т. А. Шумовский; Художник И. М. Русина; Институт народов Азии АН СССР. — [1-е изд.]. — М.: Наука, 1964. — 192 с. — 11 000 экз. (обл.)
- Арабы и море: По страницам рукописей и книг / Т. А. Шумовский; Отв. ред. В. О. Бобровников; Оформление обложки: Л. К. Залялетдинова. — Изд. 2-е, исправленное. — М.: Изд. дом Марджани, 2010. — 192 с. — (Чудеса стран). — 1 000 экз. — ISBN 978-5-903715-25-1. (в пер.)
- По следам Синдбада-морехода: Океанская Аравия: Историко-географический очерк / Т. А. Шумовский; Предисл. президента Геогр. общества СССР акад. А. Ф. Трёшникова; Рецензент: д-р филол. наук О. Б. Фролова; Оформление художника С. С. Верховского. — М.: Мысль, 1986. — 144, [16] с. — 80 000 экз. (обл.)
- Последний «лев арабских морей»: Жизнь арабского мореплавателя и поэта Ахмада ибн Маджида, наставника Васко да Гамы / Т. А. Шумовский. — СПб.: Изд-во СПбГУ, 1999. — 212 с. — 400 экз. — ISBN 5-288-01029-3. (обл.)
- Странствия слов / Т. А. Шумовский. — СПб.: Протей, 2004. — 336 с. — 3 000 экз. — ISBN 5-94844-008-7. (в пер.)

Спогади
- У моря арабистики: По страницам памяти и неизданных документов / Т. А. Шумовский; Институт востоковедения АН СССР. — М.: Наука (ГРВЛ), 1975. — 344 с. — 10 000 экз. (в пер.)
- Воспоминания арабиста / Т. А. Шумовский; Академия наук СССР. — Л.: Наука. Ленингр. отд-ние, 1977. — 172, [4] с. — (Научные биографии и мемуары учёных). — 25 000 экз. (обл.)
- Свет с Востока / Т. А. Шумовский. — [1-е изд.]. — СПб.: Изд-во СПбГУ, 2006. — 352 с. — 500 экз. — ISBN 5-288-04199-7. (обл.)
- Свет с Востока / Т. А. Шумовский. — 2-е изд., испр. и доп. — СПб.: Диля, 2009. — 352, [4] с. — 1 000 экз. — ISBN 978-5-88503-870-6. (в пер.)